# AAMI Classic 2013
Il AAMI Classic 2013 è stato un torneo di tennis giocato sul cemento. È stata la 25ª edizione del Kooyong Classic, che non fa parte dell'ATP Tour, ma è solo una esibizione in preparazione dell'Australian Open. Si è giocato al Kooyong Stadium di Melbourne in Australia, dal 9 al 12 gennaio 2013.

## Campione

### Singolare
Lleyton Hewitt ha battuto in finale  Juan Martín del Potro con il punteggio di 6–1, 6–4.